# Wang Yudong
Wang Yudong (chinesisch 王钰栋, Pinyin Wáng Yùdòng; * 23. November 2006 in Fenghua) ist ein chinesischer Fußballspieler, der seit 2023 bei Zhejiang FC in der Chinese Super League unter Vertrag steht.